# Sainte-Marie Lyon
Sainte-Marie Lyon (communément appelé les Maristes) est un établissement scolaire mixte, privé sous contrat. Ses 4 650 élèves, allant de la maternelle au Bac+3, sont répartis entre cinq sites : trois situés dans le 5e arrondissement de Lyon, un à Meyzieu et un dans la Communauté d'agglomération Porte de l'Isère.
L'ensemble scolaire compte environ 4 650 élèves répartis sur cinq sites :
- La Solitude (école maternelle, école primaire et collège) = 1 300 élèves
- Saint-Paul (lycée et classes supérieures) = 1 080 élèves
- La Verpillière (de la maternelle au lycée) = 370 primaires + 785 collégiens + 540 lycéens = 1 700 élèves
- MADE iN Sainte-Marie Lyon (de Bac à Bac+3) = environ 500 étudiants
- Lycée de Meyzieu (cinq classes de seconde seront ouvertes à la rentrée 2021 pour conduire une première division d’élèves au baccalauréat en 2024)

## Architecture
À l'initiative du Père Marc Perrot, qui considérait que l'éducation devait avoir lieu dans un bel espace, Georges Adilon fut l'architecte de nombreux bâtiments des Maristes. Souvent comparée à celle de Le Corbusier, son architecture dépouillée et lyrique utilise le béton, le verre, l'inox. C'est une référence en architecture contemporaine à Lyon[réf. nécessaire]. Georges Adilon a travaillé quarante ans en collaboration avec la direction de Sainte-Marie ; depuis près de trente cinq ans c'est sa fille, Marie Adilon qui a d'abord réalisé les projets de son père avant de signer elle-même de nouveaux bâtiments.

## Enseignement
Sainte-Marie Lyon propose différents types d'enseignement allant de la maternelle au BAC+3 sur 4 sites.

### Enseignement général
- Lycée
- Collège
- École primaire
- École maternelle

### Enseignement technologique
- Filière STMG (spécialité : comptabilité gestion)

### Enseignement supérieur
- Classes préparatoires économiques et commerciales (voie scientifique et voie économique)
- Classes préparatoires littéraires
- Bachelor Européen Management et Développement - BEMD (en partenariat avec l'Université de Coventry)
- Bachelor Management et Innovation - BMI (en partenariat avec le SEED aux Philippines)
- Bachelor Communication et Création Numérique - BCCN (en partenariat avec l'Université du Québec en Abitibi-Témiscamingue)
- BTS Comptabilité Gestion
- BTS Commerce International
- Licence Sciences de Gestion - LSG (en partenariat avec l'Université Lyon III Jean Moulin)
- Classes préparatoires : Art&Design, Architecture et Design

### Langues vivantes et anciennes
Du collège au lycée, des BTS aux CPGE, Sainte-Marie Lyon propose, sur ses différents sites, les langues étrangères suivantes : allemand, anglais, espagnol, italien. En particulier, Sainte-Marie Lyon propose des classes bilingues allemand/anglais dès la 6e, la préparation à la certification « Cambridge » dès la 4e et, pour les langues anciennes, une initiation au latin en 5e et une initiation au grec en 4e et 3e. En plus des enseignements, le lycée et le collège proposent des échanges (et des voyages pédagogiques) avec l’Allemagne, l’Italie, l’Espagne, le Royaume-Uni, la Grèce,.
Quant aux formations post-BAC, les étudiants du BTS Commerce International organisent tous les ans le salon gastronomique GOURMADE’IN permettant aux Lyonnais de déguster de nombreuses spécialités venues d’Espagne, d’Allemagne et d’Italie. Enfin, les étudiants inscrits en CPGE peuvent choisir, en plus de l’anglais LVA, leur deuxième langue vivante parmi les trois suivantes : allemand, italien, espagnol.

## Résultats

### Classement du Lycée
En 2018, le lycée se classe 7e sur 70 au niveau départemental quant à la qualité d'enseignement, et 134e au niveau national. Le classement s'établit sur trois critères : le taux de réussite au bac, la proportion d'élèves de première qui obtient le baccalauréat en ayant fait les deux dernières années de leur scolarité dans l'établissement, et la valeur ajoutée (calculée à partir de l'origine sociale des élèves, de leur âge et de leurs résultats au diplôme national du brevet).

### Classements des CPGE
Le classement national des classes préparatoires aux grandes écoles (CPGE) se fait en fonction du taux d'admission des élèves dans les grandes écoles.
En 2018, Challenges et L'Étudiant donnaient le classement suivant :
| Filière | Élèves admis dans une grande école* | Taux d'admission* | Classement national | Évolution sur un an |
| --- | ----------------------------------- | ----------------- | ------------------- | ------------------- |
| ECE | 25 / 32 élèves                      | 78.12 %           | 7e sur 25           | =                   |
| ECS | 32/ 34 élèves                       | 94 %              | 2e sur 25           | 10                  |
| Khâgne LSH | 3 / 33 élèves                       | 9,1 %             | 8e sur 78           | 5                   |
| Source : Classement 2019 des prépas - L'Étudiant (Concours de 2018).et Classement 2018 des prépas économiques - Challenges (Concours de 2017) * le taux d'admission dépend des grandes écoles retenues par l'étude. Par exemple, en filière ECE et ECS, ce sont HEC, ESSEC, et l'ESCP ; en khâgne, ce sont l'ENSAE, l'ENC, les 3 ENS, et 5 écoles de commerce. |                                     |                   |                     |                     |

## Espace culturel
Sainte-Marie Lyon dispose de deux salles de 300 places : le théâtre des Carmes, pour le site de Saint-Paul et celui de la Solitude au collège, où se déroulent régulièrement de nombreuses manifestations culturelles (concerts, conférences, pièces de théâtre), ainsi que d'une chapelle sur chacun des quatre sites où sont célébrés les offices religieux.
De nombreuses personnalités ont ainsi fait des conférences au théâtre de Sainte-Marie Lyon : Marguerite Barankitse, Jacques Barrot ou encore Christian Delorme.

## Anciens élèves
- Juan Asensio, critique littéraire français
- Luca Van Assche, joueur de tennis
- Julien Behr (chanteur d'opéra)[13]
- Poupie
- Père Henri Caffarel (fondateur des Équipes Notre-Dame)[14]
- Éric de Chassey (directeur de la villa Medicis)[15]
- Patrick Chêne (journaliste français)[15]
- Denis Dufour, compositeur et enseignant en composition musicale
- Jean-Noël Dumont, philosophe français
- Joseph Folliet (fondateur de La Vie Catholique illustrée, directeur de la Chronique sociale de France, cofondateur de Pax Christi)
- Bruno Galland, archiviste et historien français.
- Olivier Ginon (PDG de GL Events)[16]
- Alexis Guérinot, rameur français
- Stéphane Guérinot, rameur français
- Frédéric Keck (anthropologue)
- Marie Lopez dite EnjoyPhoenix, blogueuse et vidéaste française
- Corinne Maîtrejean, escrimeuse française
- Charles Millon (homme politique)[17]
- Jean-Louis Quantin, historien
- Franck Riboud (PDG de Danone jusqu'en 2014)[18]
- Jean-Christophe Rolland (rameur, champion du monde, champion olympique)
- Emmanuel de Saint-Aubert, philosophe
- Jean-Paul Vesco (cardinal archevêque d'Alger)[19]
- Alain Zimmermann (PDG de Baume & Mercier)[20]